# Вулиця Станіслава Людкевича (Львів)
Ву́лиця Лю́дкевича — вулиця у Галицькому районі міста Львова, в місцевості Снопків. Сполучає вулиці Волоську та Снопківську з вулицею Тютюнників.

## Назва
Первісна назва вулиці — Снопківська бічна. Від 1928 року — вулиця Закладніків. Під час німецької окупації, а саме від 1943 року — Стіґенґассе. У липні 1944 року на короткий час була повернена довоєнна назва, від 1945 року — вулиця Військова. 1981 року вулиця отримала свою сучасну назву — вулиця Людкевича, на честь видатного українського композитора, музикознавця, фольклориста, педагога Станіслава Людкевича.

## Забудова
В архітектурному ансамблі вулиці Людкевича переважає конструктивізм. Декілька будинків внесено до Реєстру пам'яток архітектури місцевого значення м. Львова.
№ 1 (колишня адреса — вул. Снопківська бічна, 1) — двоповерхова вілла початку XX століття. У 1910-х роках співвласниками вілли були Ванда Чайковська та Тадеуш Капішевський. Тут мешкав асистент Промислової школи Юзеф Кручкевич. Будинок внесено до Реєстру пам'яток архітектури місцевого значення під охоронним № 2677-м.
№ 3. Вілла. Будинок внесено до Реєстру пам'яток архітектури місцевого значення під охоронним № 2678-м.
Вілла
№ 7. Меморіальний музей Станіслава Людкевича. 

Пам'ятка історії національного значення № 25

Власна вілла Станіслава Людкевича, споруджена у 1954—1961 роках. У 1983 році будинок та архів композитора, за заповітом перейшов, до його дружини Зеновії Штундер. З метою збереження спадщини композитора Зеновія Костянтинівна подарувала частину будинку музично-меморіальному музею Соломії Крушельницької. 1987 року рішенням виконавчого комітету Львівської обласної Ради народних депутатів будинок Станіслава Людкевича отримав статус пам'ятки історії Львова національного значення. У 1991 році на фасаді будинку встановлено художньо-меморіальну таблицю з горельєфом композитора (автори — скульптори Володимир та Василь Одрехівські), яка сповіщає, що у цьому будинку у 1961—1979 роках мешкав видатний український композитор Станіслав Людкевич<. У 1995 році в цьому будинку за дозволом дружини композитора Зеновії Костянтинівни Штундер був відкритий меморіальний музей Станіслава Людкевича, як філія музично-меморіального музею Соломії Крушельницької.

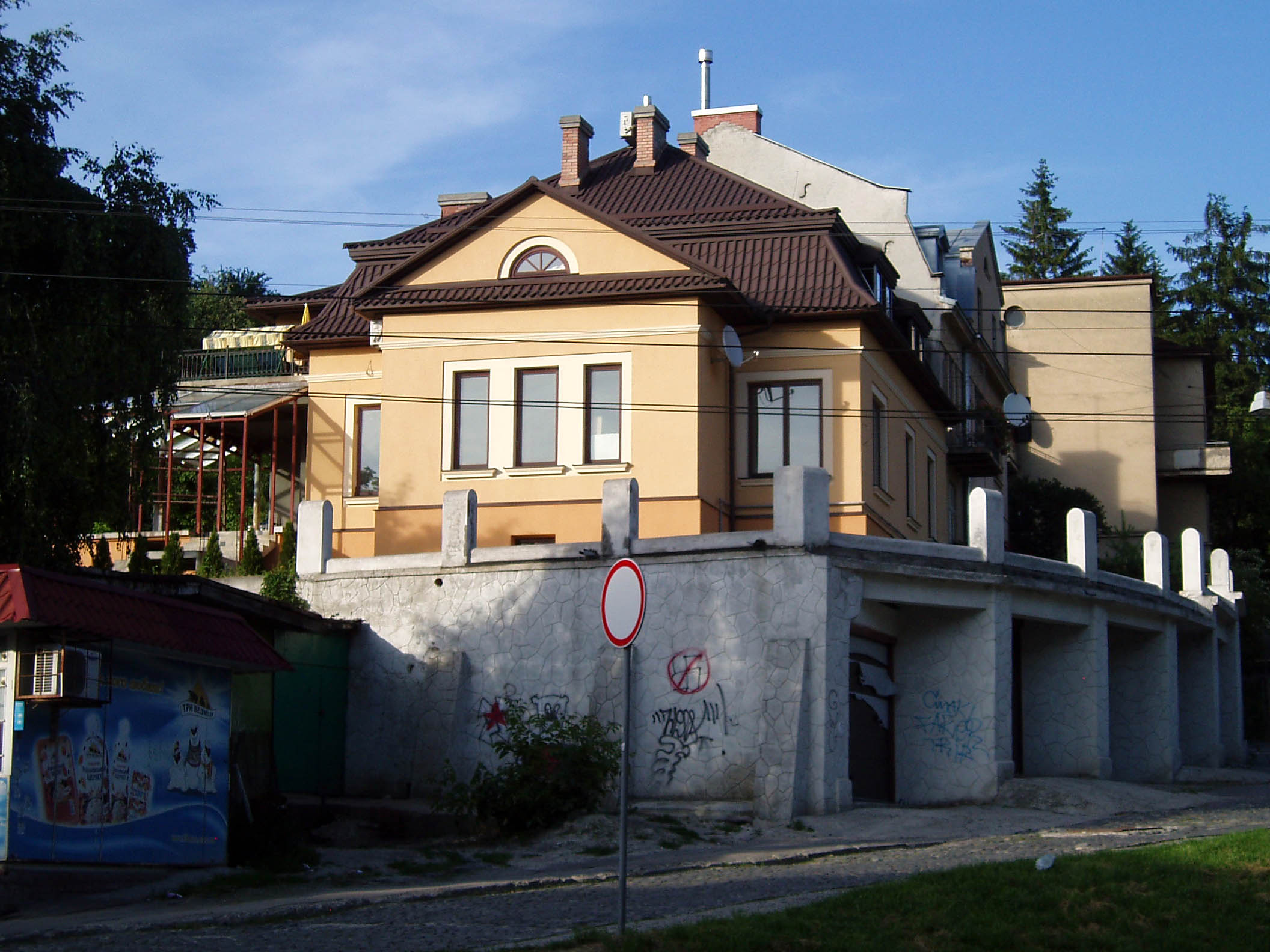
Вілла (вул. Людкевича, 1)
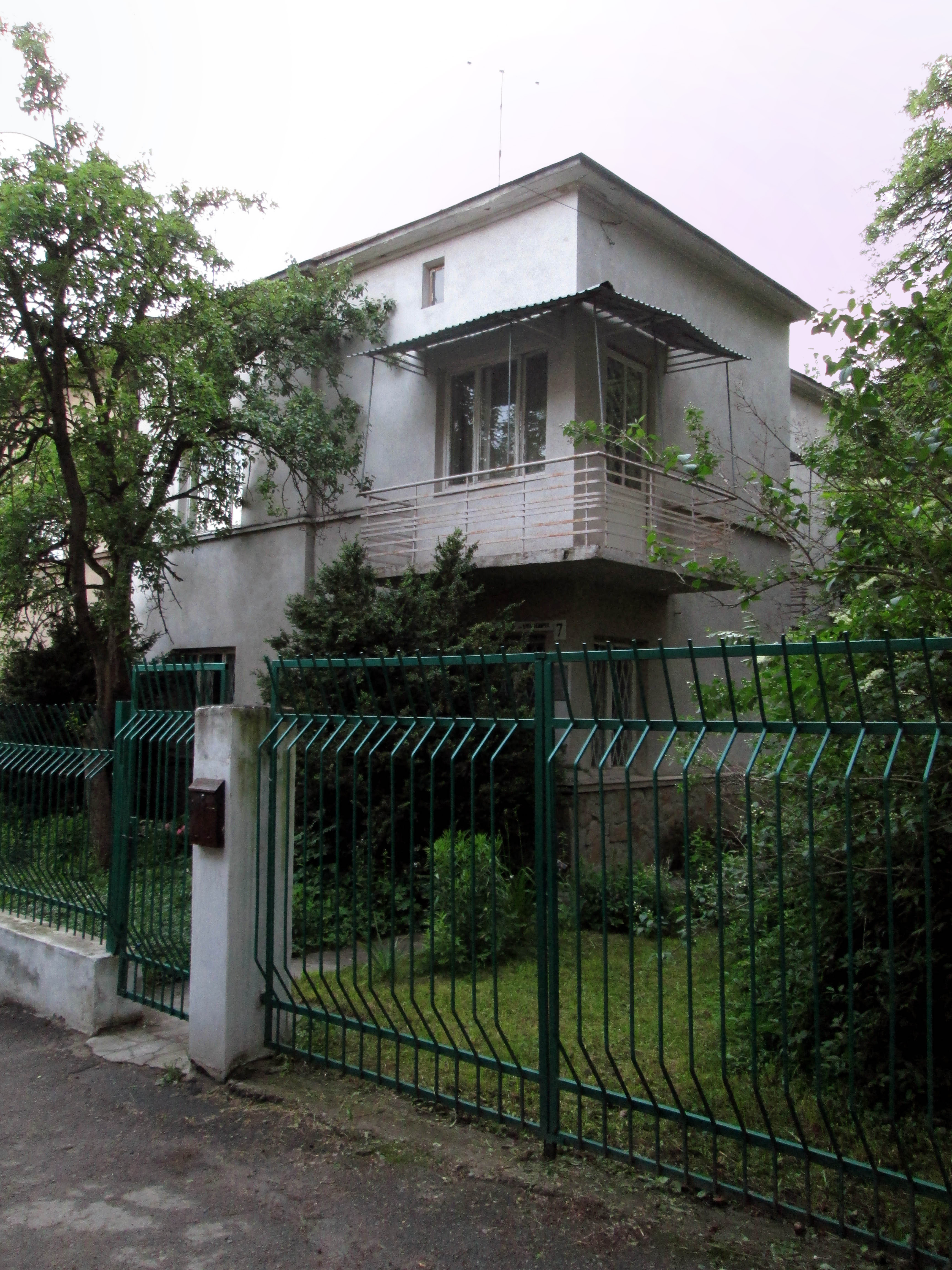
Меморіальний музей С. Людкевича у Львові